# Danish Thundersport Championship 2012
2012 Danish Thundersport Championship  er den første sæson af den danske camaro cup. Danish Thundersport Championship er en motorsportsserie hvor bilerne er identiske, hvilket skal gøre det økonomisk overkommeligt for kørerne. DTC kører løb første gang på Jyllandsringen d. 27 Maj.
| 2012 Danish Thundersport Championship | 2012 Danish Thundersport Championship | 2012 Danish Thundersport Championship | 2012 Danish Thundersport Championship | 2012 Danish Thundersport Championship | 2012 Danish Thundersport Championship | 2012 Danish Thundersport Championship | 2012 Danish Thundersport Championship | 2012 Danish Thundersport Championship | 2012 Danish Thundersport Championship | 2012 Danish Thundersport Championship | 2012 Danish Thundersport Championship | 2012 Danish Thundersport Championship | 2012 Danish Thundersport Championship | 2012 Danish Thundersport Championship | 2012 Danish Thundersport Championship | 2012 Danish Thundersport Championship | 2012 Danish Thundersport Championship | 2012 Danish Thundersport Championship | 2012 Danish Thundersport Championship | 2012 Danish Thundersport Championship |
| Forrige sæson                         | Næste sæson                           |                                       |                                       |                                       |                                       |                                       |                                       |                                       |                                       |                                       |                                       |                                       |                                       |                                       |                                       |                                       |                                       |                                       |                                       |                                       |
| Ingen                                 | 2013                                  |                                       |                                       |                                       |                                       |                                       |                                       |                                       |                                       |                                       |                                       |                                       |                                       |                                       |                                       |                                       |                                       |                                       |                                       |                                       |
| ------------------------------------- | ------------------------------------- | ------------------------------------- | ------------------------------------- | ------------------------------------- | ------------------------------------- | ------------------------------------- | ------------------------------------- | ------------------------------------- | ------------------------------------- | ------------------------------------- | ------------------------------------- | ------------------------------------- | ------------------------------------- | ------------------------------------- | ------------------------------------- | ------------------------------------- | ------------------------------------- | ------------------------------------- | ------------------------------------- | ------------------------------------- |

## Teams og kørere
| Team                  | Bil                    | Nr. | Kører             | Race      |
| --------------------- | ---------------------- | --- | ----------------- | --------- |
| Elgaard Motorsport    | Chevrolet Camaro Gen-5 | 5   | Casper Elgaard    | 1–6       |
| Elgaard Motorsport    | Chevrolet Camaro Gen-5 | 8   | Kristian Poulsen  | 1         |
| Elgaard Motorsport    | Chevrolet Camaro Gen-5 | 8   | Michael Outzen    | 2         |
| Elgaard Motorsport    | Chevrolet Camaro Gen-5 | 8   | Jesper Sørensen   | 3–6       |
| Elgaard Motorsport    | Chevrolet Camaro Gen-5 | 25  | Carsten Andersen  | 4, 6      |
| Elgaard Motorsport    | Chevrolet Camaro Gen-5 | 25  | Peter Elgaard     | 5         |
| Fukamuni Racing       | Chevrolet Camaro ZZ4   | 22  | Mikkel Mac        | 1–6       |
| Fukamuni Racing       | Chevrolet Camaro ZZ4   | 23  | Jan Magnussen     | 1–4, 6    |
| Fukamuni Racing       | Chevrolet Camaro ZZ4   | 23  | Kevin Magnussen   | NC        |
| Fukamuni Racing       | Chevrolet Camaro Gen-5 | 24  | Kim Rødkjær       | 1–2, 4, 6 |
| Fukamuni Racing       | Chevrolet Camaro Gen-5 | 24  | Nicholai Sørensen | 3, 5      |
| Sesam Data Motorsport | Chevrolet Camaro Gen-5 | 42  | Bjarne Nordal     | 1, 4, 6   |
| Sesam Data Motorsport | Chevrolet Camaro Gen-5 | 58  | Ronny Vestengen   | 1, 6      |
| SEB Power Group       | Chevrolet Camaro Gen-5 | 43  | Marius Nakken     | 1, 6      |
| Memphis Racing        | Chevrolet Camaro Gen-5 | 48  | Kasper Aaskov     | 6         |
| Memphis Racing        | Chevrolet Camaro Gen-5 | 60  | Dennis Lind       | 1–6       |
| Polar Seafood Racing  | Chevrolet Camaro Gen-5 | 61  | John Nielsen      | 1–6       |
| Polar Seafood Racing  | Chevrolet Camaro Gen-5 | 62  | Michael Outzen    | 1         |
| Polar Seafood Racing  | Chevrolet Camaro Gen-5 | 62  | Peter Vesti       | 2         |
| Polar Seafood Racing  | Chevrolet Camaro Gen-5 | 62  | Anders Fjordbach  | 3–6       |

- Jan Magnussen og Mikkel Mac deltager som de eneste i en ældre version af Camaroen. Der er ingen forskel på camarones performance.
- DTC A/S forventer flere norske og svenske kørere/teams vil deltage i enkelte eller flere DTC weekender.
- Michael Outzen var ikke længere på kontrakt med Polar Seafood Racing efter Jyllandsringen. Det gav Peter Vesti sædet hos Polar Seafood Racing til de to løb på Padborg Park. Den tidligere rally-, DTC- og Special Saloon-kører har ikke kørt i en camaro før, men glæder sig til den nye udfordring som John Nielsens nye teamkammerat. Peter Vesti deltager kun i serien denne ene weekend. Anders Fjordbach kører i dag for Polar Seafood Racing, men det er usikkert om hvor længe Fjordbach er i teamet.
- Flere kørere som Kristian Poulsen og Jan Magnussen har andre serier de deltager i ved siden af DTC. Jan Magnussen vil både gå glip af Ring Djursland og Copenhagen Historic GP mens Kristian Poulsen kun deltager på Jyllandsringen i starten af sæsonen og Copenhagen Historic GP.
- På grund af manglende økonomi var Michael Outzen nødt til at forlade serien ind til videre.

## Løbs kalender og resultater
| Race | Race | Bane                     | Dato         | Pole position   | Hurtigste omgang | Vinder          | Vinder team          |
| ---- | ---- | ------------------------ | ------------ | --------------- | ---------------- | --------------- | -------------------- |
| 1    | R1   | Jyllandsringen           | 27 Maj       | Jan Magnussen   | Jan Magnussen    | Jan Magnussen   | Fukamuni Racing      |
| 1    | R2   | Jyllandsringen           | 27 Maj       |                 | Jan Magnussen    | Jan Magnussen   | Fukamuni Racing      |
| 2    | R3   | Padborg Park             | 10 Juni      | Mikkel Mac      | Mikkel Mac       | John Nielsen    | Polar Seafood Racing |
| 2    | R4   | Padborg Park             | 10 Juni      |                 | Mikkel Mac       | Mikkel Mac      | Fukamuni Racing      |
| 3    | R5   | Padborg Park             | 1 Juli       | Jan Magnussen   | Jan Magnussen    | Jan Magnussen   | Fukamuni Racing      |
| 3    | R6   | Padborg Park             | 1 Juli       |                 | Jan Magnussen    | Jan Magnussen   | Fukamuni Racing      |
| NC   | R1   | Copenhagen Historic GP † | 5 August     | Mikkel Mac      | Mikkel Mac       | Mikkel Mac      | Fukamuni Racing      |
| NC   | R2   | Copenhagen Historic GP † | 5 August     | Kevin Magnussen | Kevin Magnussen  | Kevin Magnussen | Fukamuni Racing      |
| 4    | R7   | Jyllandsringen           | 26 August *  | John Nielsen    | Jan Magnussen    | Jan Magnussen   | Fukamuni Racing      |
| 4    | R8   | Jyllandsringen           | 26 August *  |                 | John Nielsen     | John Nielsen    | Polar Seafood Racing |
| 5    | R9   | Ring Djursland           | 16 September | Mikkel Mac      | Mikkel Mac       | Mikkel Mac      | Fukamuni Racing      |
| 5    | R10  | Ring Djursland           | 16 September |                 | John Nielsen     | John Nielsen    | Polar Seafood Racing |
| 6    | R11  | Jyllandsringen           | 30 September | John Nielsen    | John Nielsen     | Dennis Lind     | Memphis Racing       |
| 6    | R12  | Jyllandsringen           | 30 September |                 | Dennis Lind      | Dennis Lind     | Memphis Racing       |

† Copenhagen Historic GP tæller ikke med i mesterskabet, da der ikke blev kørt reelt løb af sikkerhedsmæssige årsager.
- Den 26/8 på Jyllandsringen får DTC selskab af de nordiske camaro cups.

## Tidstagning
På en løbsweekend afholdes der to løb. I det første bliver startplaceringerne afgjort ved en tidstagning. En tidstagning består af to runder (Q1 og Super pole). I Q1 kører alle kørerne deres hurtigste omgangstid. De 8 hurtigste går videre fra Q1 til Super pole. De 8 kører bliver sendt af sted en af gang for kun at køre en omgang. Omgangstiden for den omgang bestemmer startplacering med den hurtigst først og derefter. 
Løb 2 er startplaceringerne efter løbsplaceringerne i første løb. Top 8 fra første løb bliver vendt om så køreren der slutter første løb på ottendeplads vil holde forrest i andet løb. Kørere som er udgået fra første løb vil starte sidste. Er der flere kørere som er udgået er det efter hvor langt de kørte i første løb der bestemmer deres startplacering.

## Kørernes mesterskab
| 1    | Jan Magnussen     | 1   | 1   | 5   | 2   | 1    | 1    |     |     | 1    | 4    |      |     | 3    | 5    | 167   |
| 2    | Dennis Lind       | 4‡  | 2   | 2   | 4   | 4    | 3    | DNS | DNS | 3    | 3    | Ret‡ | 2   | 1    | 1    | 162   |
| 3    | John Nielsen      | 6   | 11‡ | 1   | 5   | 3    | 4    | 4   | 4   | 2    | 1    | Ret‡ | 1   | 2    | 3    | 158   |
| 4    | Casper Elgaard    | 2   | 3   | 3   | 6‡  | 2    | 2    | 3   | 2   | 4    | 2    | 3    | 3   | 8‡   | 2    | 158   |
| 5    | Mikkel Mac        | 5   | 5   | 8‡  | 1   | 5    | 6‡   | 1   | 3   | 5    | 5    | 1    | 4   | 4    | 4    | 134   |
| 6    | Anders Fjordbach  |     |     |     |     | 6    | 7    | 5   | DNS | 6    | 6    | 5    | 5   | 5    | 7    | 81    |
| 7    | Kim Rødkjær       | 7   | 9   | 6   | 7   |      |      | 6   | 6   | 7    | 9    |      |     | 7    | 6    | 70    |
| 8    | Jesper Sørensen   |     |     |     |     | 8    | 8    |     |     | 10   | 8    | 6    | 8   | 10   | 11   | 59    |
| 9    | Nicholai Sørensen |     |     |     |     | 7    | 5    |     |     |      |      | 2    | 6   |      |      | 47    |
| 10   | Michael Outzen    | DNS | 6   | 4   | 3   |      |      |     |     |      |      |      |     |      |      | 38    |
| 11   | Bjarne Nordal     | 9   | 10  |     |     |      |      |     |     | 8    | 7    |      |     | 14   | 12   | 36    |
| 12   | Ronny Vestengen   | 8   | 8   |     |     |      |      |     |     |      |      |      |     | 9    | 9    | 30    |
| 13   | Kristian Poulsen  | 3   | 4   |     |     |      |      | 2   | 5   |      |      |      |     |      |      | 28    |
| 14   | Marius Nakken     | Ret | 7   |     |     |      |      |     |     |      |      |      |     | 6    | 8    | 27    |
| 15   | Peter Elgaard     |     |     |     |     |      |      |     |     |      |      | 4    | 7   |      |      | 22    |
| 16   | Carsten Andersen  |     |     |     |     |      |      |     |     | 9    | 10   |      |     | 12   | 13   | 20    |
| 17   | Peter Vesti       |     |     | 7   | 8   |      |      |     |     |      |      |      |     |      |      | 17    |
| 18   | Kasper Aaskov     |     |     |     |     |      |      |     |     |      |      |      |     | 13   | 10   | 9     |
| -    | Kevin Magnussen   |     |     |     |     |      |      | DNS | 1   |      |      |      |     |      |      | 0     |
| Pos. | Kører             | JYL | JYL | PAD | PAD | PAD2 | PAD2 | COP | COP | JYL2 | JYL2 | RIN  | RIN | JYL3 | JYL3 | Point |

| 1    | Fukamuni Racing       | 1   | 1   | 5   | 2   | 1    | 1    | 6   | 1   | 1    | 4    | 2   | 6   | 3    | 5    | 327   |
| 1    | Fukamuni Racing       | 5   | 5   | 6   | 1   | 5    | 6    | 1   | 3   | 5    | 5    | 1   | 4   | 4    | 4    | 327   |
| 2    | Elgaard Motorsport    | 2   | 3   | 3   | 6   | 2    | 2    | 3   | 2   | 4    | 2    | 3   | 3   | 8    | 2    | 324   |
| 2    | Elgaard Motorsport    | 3   | 4   | 4   | 3   | 8    | 8    | 2   | 5   | 10   | 8    | 4   | 7   | 11   | 10   | 324   |
| 3    | Polar Seafood Racing  | 6   | 11  | 1   | 5   | 3    | 4    | 4   | 4   | 2    | 1    | Ret | 1   | 2    | 3    | 261   |
| 3    | Polar Seafood Racing  | DNS | 6   | 7   | 8   | 6    | 7    | 5   | DNS | 6    | 6    | 5   | 5   | 5    | 7    | 261   |
| 4    | Memphis Racing        | 4   | 2   | 2   | 4   | 4    | 3    | DNS | DNS | 3    | 3    | Ret | 2   | 1    | 1    | 184   |
| 4    | Memphis Racing        |     |     |     |     |      |      |     |     |      |      |     |     | 13   | 10   | 184   |
| 5    | Sesam Data Motorsport | 9   | 10  |     |     |      |      |     |     | 8    | 7    |     |     | 14   | 12   | 66    |
| 5    | Sesam Data Motorsport | 8   | 8   |     |     |      |      |     |     |      |      |     |     | 9    | 9    | 66    |
| 6    | SEB Power Group       | Ret | 7   |     |     |      |      |     |     |      |      |     |     | 6    | 8    | 27    |
| Pos. | Hold                  | JYL | JYL | PAD | PAD | PAD2 | PAD2 | COP | COP | JYL2 | JYL2 | RIN | RIN | JYL3 | JYL3 | Point |

| Farve      | Resultat                                      |
| ---------- | --------------------------------------------- |
| Guld       | Vinder                                        |
| Silver     | 2. plads                                      |
| Bronze     | 3. plads                                      |
| Grøn       | points                                        |
| Blue       | ingen points                                  |
| Blue       | Ikke-klassificeret (NC)                       |
| Purple     | Ikke fuldført (Ret)                           |
| Red        | Ikke kvalificeret (DNQ)                       |
| Red        | Ikke prækvalificeret (DNPQ)                   |
| Black      | diskvalificeret (DSQ)                         |
| White      | Ikke-startet (DNS)                            |
| White      | Løbet aflyst (C)                              |
| Light blue | Kun testet (PO)                               |
| Light blue | Fredag testkører (TD) (fra 2003 og fremefter) |
| Blank      | Har ikke testkørt (DNP)                       |
| Blank      | Ekskluderet (EX)                              |
| Blank      | Ikke ankommet (DNA)                           |
| Blank      | Trak ind før begivenheden (WD)                |
| P          | Poleposition                                  |
| H          | Hurtigste runde                               |
| PH         | Både poleposition og hurtigste runde          |

‡ I slutstillingen fratrækkes hver kørers to dårligste resultater. Dog kan man ikke fratrække heat hvor man er blevet diskvalificeret eller det sidste heat i sæsonen

## Ekstern henvisninger
- Racemag.dk
- DTC's hjemmeside